# Szénáságy
Szénáságy (románul: Fânațele Mădărașului) falu Maros megyében, Erdélyben. 2011 óta közigazgatásilag Mezőmadaras községhez tartozik.

## Fekvése
A Mezőség délkeleti részén fekszik, Mezőbándtól 4 km-re északra.